# 신과 나의 권리

영국의 국장 하단에 적혀 있는 <신과 나의 권리>

신(God)과 나의 권리(프랑스어: Dieu et mon droit, 영어: God and my right)는 영국의 군주에 관한 표어이다. 영국의 왕실 문장(스코틀랜드 바깥에서 사용하는 것) 하단에 적혀 있다.
영국 이외에도 오스트레일리아, 캐나다, 뉴질랜드의 정부, 지방 관공서에서도 찾아볼 수 있다.

## 같이 보기
- 나라 표어 목록